# Fabio Quartararo
Fabio Quartararo (Nizza, 20 aprile 1999) è un pilota motociclistico francese, campione del mondo della MotoGP nel 2021.

## Biografia
Di origini italiane, può essere considerato figlio d'arte: il padre, Étienne, disputò il Gran Premio di Francia 1986 nella classe 250. Il 14 luglio 2022 viene insignito cavaliere della Legion d'onore.

## Carriera

### Gli inizi
Comincia a correre in Francia all'età di 4 anni. In seguito si sposta in Spagna, dove partecipa alla Promovelocidad Cup, vincendo nella categoria 50 nel 2008, nella 70 nel 2009 e nella 80 nel 2011. Vince anche nella categoria Pre Moto3 del Campionato Velocità del Mediterraneo nel 2012.
Fabio Quartararo è il più giovane pilota a vincere il campionato spagnolo di velocità, essendosi aggiudicato l'edizione 2013 a 14 anni. Nel 2014 si ripete nella stessa competizione.

### Moto3
Il 26 marzo 2015, a quasi 16 anni, esordisce nel motomondiale, in sella a una Honda NSF250R del team Estrella Galicia 0,0 partecipando al Gran premio del Qatar, il 28 marzo, nelle qualifiche, ottiene il sesto tempo; conclude poi la gara in settima posizione. Nel Gran Premio motociclistico delle Americhe conquista il suo primo podio nel motomondiale, arrivando al secondo posto. In Olanda giunge secondo. Ottiene due pole position (Spagna e Francia). In questa stagione è costretto a saltare i Gran Premi di San Marino e Aragona per la frattura della caviglia destra rimediata nelle prove libere del GP di San Marino. Chiude la stagione d'esordio nel Motomondiale al decimo posto con 92 punti. Nel 2016 passa al team Leopard Racing, che gli affida una KTM RC 250 GP, con compagni di squadra Joan Mir e Andrea Locatelli. Chiude la stagione al tredicesimo posto in classifica piloti con 83 punti all'attivo e due quarti posti (Austria e Malesia) come miglior risultato.

### Moto2
Nel 2017 passa in Moto2, alla guida della Kalex del team Pons HP 40. Il compagno di squadra è Edgar Pons. Ottiene come miglior risultato un sesto posto nel Gran Premio di San Marino e termina la stagione al 13º posto con 64 punti. Nel 2018 passa alla Speed Up, il compagno di squadra è Danny Kent. In occasione del GP di Catalogna vince la sua prima gara nel motomondiale, dopo essere partito dalla pole position. In Olanda giunge secondo. In Giappone giunge primo ma viene squalificato per la non regolare pressione delle gomme. Conclude la stagione al 10º posto con 138 punti.

### MotoGP

#### Gli anni in Petronas Yamaha (2019-2020)

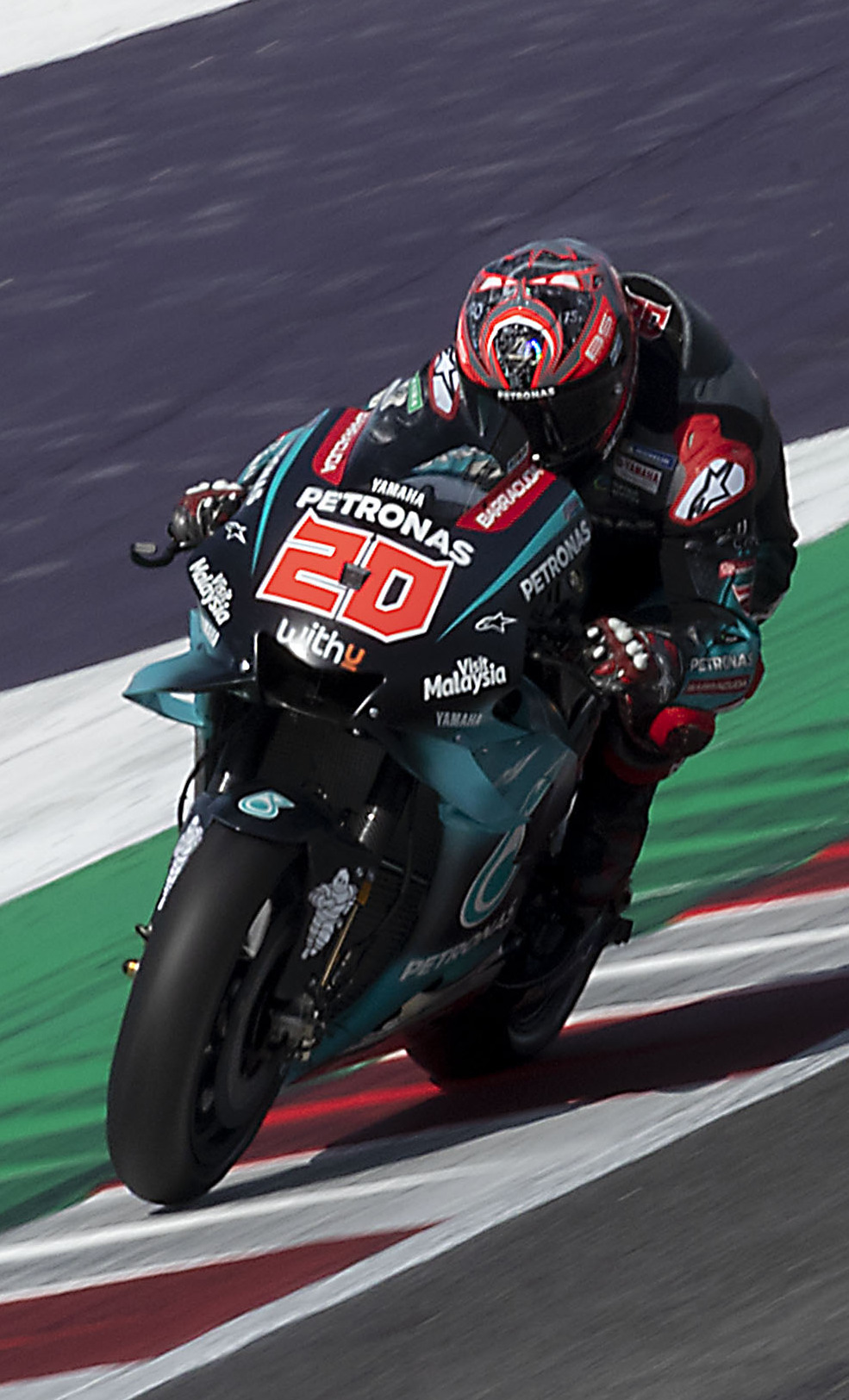
Quartararo in sella alla YZR-M1 del team Petronas Yamaha SRT al Gran Premio di San Marino e della Riviera di Rimini 2019.

Nel 2019 corre per il team Petronas Yamaha SRT in MotoGP, con compagno di squadra Franco Morbidelli. Alla sua prima gara in Qatar si qualifica 5º, ma la sua Yamaha YZR-M1 si spegne all'inizio del giro di formazione ed è costretto a partire dalla pit lane; riesce però a ottenere il giro più veloce.
In Argentina conquista i suoi primi punti iridati in MotoGP, giungendo ottavo. A Jerez de la Frontera conquista la sua prima pole position in MotoGP, che lo rende, a 20 anni e 14 giorni, il più giovane pole sitter nella storia della classe.
Il 15 giugno 2019 conquista la sua seconda pole, davanti a Marc Márquez e Maverick Viñales, a Montmelò e in gara conquista il suo primo podio nella classe regina. Il 29 giugno 2019 conquista la seconda pole consecutiva e terza dell'anno ad Assen, davanti a Viñales; conclude la gara in terza posizione. Giunge terzo a Spielberg. Conclude secondo nel Gran Premio di San Marino e della Riviera di Rimini.
Il 5 ottobre 2019 ottiene la sua quarta pole, al Gran Premio motociclistico di Thailandia, ancora davanti a Viñales; in gara conquista il suo quinto podio in stagione, arrivando secondo dietro a Marc Márquez. In Giappone ottiene il suo sesto podio in stagione giungendo secondo, conquista così il titolo di miglior esordiente di stagione.
Nel Gran Premio della Malesia conquista la sua quinta pole position stagionale e nel Gran Premio motociclistico della Comunità Valenciana conquista la sesta pole della stagione, giungendo secondo in gara. Chiude la sua prima stagione in MotoGP con il 5º posto, collezionando 192 punti.
Rimasto nello stesso team per il 2020, inizia la stagione nel Gran Premio di Spagna, conquistando la pole position e la sua prima vittoria nella classe MotoGP; si ripete sette giorni dopo, sempre sul circuito di Jerez de la Frontera, stavolta per il Gran Premio di Andalusia. Nel proseguire della stagione ottiene quattro pole position e vince un'altra gara in Catalogna, mentre nelle restanti si piazza quasi sempre nei primi dieci, prima di subire una flessione nella parte finale della stagione. Conclude la stagione all'ottavo posto con 127 punti.

#### Il passaggio al team ufficiale e il titolo mondiale (2021-2022)
Nel 2021 passa al team ufficiale Monster Energy Yamaha, con compagno di squadra Viñales. Inizia la stagione con un quinto posto nel Gran Premio del Qatar. La settimana dopo ottiene la sua prima vittoria dell'anno a Doha. Ottiene cinque pole position consecutive: in Portogallo grazie alla cancellazione del tempo di Francesco Bagnaia, in gara riesce a ripetersi e vince la seconda gara consecutiva; in Spagna, ma in gara dopo aver condotto in testa i primi giri, termina tredicesimo per via di un'acuta sindrome compartimentale all'avambraccio destro, per cui dovrà essere operato; a Le Mans dove poi chiude terzo in gara, al Mugello, dove ottiene la sua terza vittoria stagionale e nel Gran Premio di Catalogna dove chiude terzo al traguardo, ma per colpa di un problema alla tuta che lo costringe a correre gli ultimi giri con la cerniera aperta, viene penalizzato finendo quindi al sesto posto. Nel resto della stagione ottiene altre due vittorie, la prima in Olanda davanti al compagno di box Viñales e l'altra nel Gran Premio di Gran Bretagna.. 
Al Gran Premio dell'Emilia-Romagna corso a Misano il 24 ottobre 2021, in seguito alla caduta di Bagnaia (unico pilota che poteva ancora contendergli il campionato), Quartararo vince il suo primo titolo in MotoGP e nel Motomondiale, diventando il primo pilota francese a laurearsi campione in classe regina. Con la conquista del titolo inoltre, Quartararo interrompe la striscia di nove titoli consecutivi dei piloti spagnoli in MotoGP. Chiude la stagione con 278 punti.
Quartararo continua nel 2022 con il factory team Yamaha. Nella seconda gara stagionale in Indonesia conquista la pole e chiude secondo in gara dietro a Miguel Oliveira. La sua prima vittoria stagionale arriva nel Gran Premio del Portogallo. Ottiene due secondi posti dietro a Bagnaia, nel Gran Premio di Spagna e nel Gran Premio d'Italia. Torna alla vittoria nel Gran Premio di Catalogna davanti a Jorge Martín, per poi ripetersi subito dopo nel Gran Premio di Germania. 
Dopo questa terza vittoria stagionale, cade e si ritira nel successivo Gran Premio d'Olanda; quindi sale sul podio in Austria con un secondo posto, nuovamente dietro Bagnaia. Incappa in una caduta nelle prime fasi della gara ad Aragon causata da un contatto con Marc Márquez, e ottiene due "zeri" consecutivi in Thailandia (17º al traguardo) e in Australia (caduto mentre cercava di rimontare dopo un errore). Dopo quest'ultima caduta, perde la leadership nella classifica iridata a favore di Bagnaia, che da Assen in poi recupera 105 punti al francese. Grazie al terzo posto di Sepang mantiene comunque viva la lotta per il mondiale fino alla gara conclusiva di Valencia, in cui giunge quarto al traguardo, piazzamento tuttavia inutile per difendere il titolo nonostante il nono posto del rivale italiano. Chiude quindi il campionato al secondo posto in classifica, con 248 punti.

#### La crisi di risultati  (2023-presente)

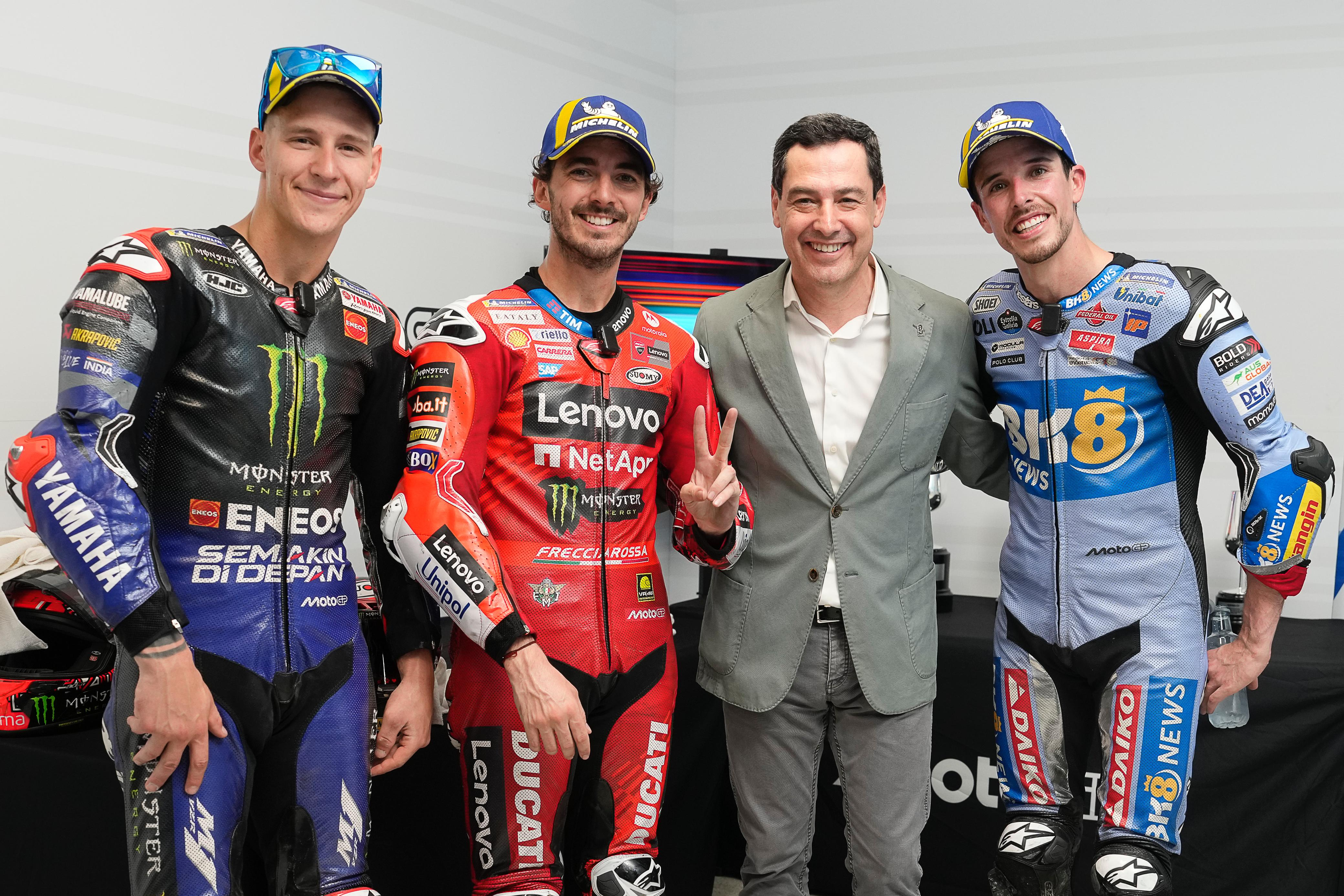
Da sinistra: Quartararo, Francesco Bagnaia, il presidente andaluso Moreno e Álex Márquez in occasione del Gran Premio di Spagna 2025.

Nel 2023 la sua Yamaha non è all'altezza della aspettative e subisce un forte calo, che non gli permette di vincere nessuna gara ma riesce ad andare a podio con quattro terzi posti ad Austin, in India, in Indonesia, e nella sprint di Assen, chiudendo il campionato in decima posizione finale con 167 punti totali.
Nel 2024, nella settimana successiva alla gara del Gran Premio del Portogallo, Quartararo rinnova con la Yamaha fino al 2026. Durante il Gran Premio di Spagna, arriva terzo nella gara sprint, ma viene retrocesso in quinta posizione a causa della pressione irregolare dei suoi pneumatici. Replica il quinto posto in sprint nel GP in Malesia, mentre come miglior risultato alla gara lunga giunge sesto sullo stesso circuito. Conclude la stagione al tredicesimo posto, con 113 punti e senza nessun podio, per la prima volta da quando corre in classe regina. 
Inizia il 2025, dopo aver occupato le prime posizioni durante i test a Sepang, andando a punti sia nella sprint che nella gara lunga in Thailandia. In Qatar scatta dalla terza posizione, la sua prima fila dopo circa tre anni. Nel Gran Premio di Spagna ottiene la pole position, che mancava dall'Indonesia 2022, e in gara lunga ritorna sul podio chiudendo al secondo posto, dopo aver condotto la corsa per i primi dieci giri. Ottiene altre due pole consecutive in Francia e Inghilterra, ma conclude in entrambe le occasioni solo le Sprint, cadendo a Le Mans e ritirandosi a Silverstone, mentre era in testa alla corsa, per la rottura dell'abbassatore.

## Risultati nel motomondiale
| 2015 | Classe | Moto  |   |   |   |   |     |     |    |   |     |    |     |   |    |  |    |    |  |     |  |  |  |  | Punti | Pos. |
| ---- | ------ | ----- | - | - | - | - | --- | --- | -- | - | --- | -- | --- | - | -- |  | -- | -- |  | --- |  |  |  |  | ----- | ---- |
| 2015 | Moto3  | Honda | 7 | 2 | 6 | 4 | Rit | Rit | 14 | 2 | Rit | 11 | Rit | 4 | NP |  | NP | NP |  | Rit |  |  |  |  | 92    | 10º  |

| 2016 | Classe | Moto |    |    |    |     |   |   |   |     |    |   |    |     |    |    |   |    |   |    |  |  |  |  | Punti | Pos. |
| ---- | ------ | ---- | -- | -- | -- | --- | - | - | - | --- | -- | - | -- | --- | -- | -- | - | -- | - | -- |  |  |  |  | ----- | ---- |
| 2016 | Moto3  | KTM  | 13 | 13 | 13 | Rit | 6 | 5 | 7 | Rit | 23 | 4 | 21 | Rit | 18 | 12 | 8 | 12 | 4 | 14 |  |  |  |  | 83    | 13º  |

| 2017 | Classe | Moto  |   |     |    |    |    |    |   |   |    |    |     |    |   |    |    |     |   |   |  |  |  |  | Punti | Pos. |
| ---- | ------ | ----- | - | --- | -- | -- | -- | -- | - | - | -- | -- | --- | -- | - | -- | -- | --- | - | - |  |  |  |  | ----- | ---- |
| 2017 | Moto2  | Kalex | 7 | Rit | 12 | 16 | 18 | 18 | 7 | 9 | 13 | 20 | Rit | 16 | 6 | 11 | 19 | Rit | 7 | 8 |  |  |  |  | 64    | 13º  |

| 2018 | Classe | Moto     |    |    |    |    |   |    |   |   |   |    |   |    |   |   |   |    |    |   |   |  |  |  | Punti | Pos. |
| ---- | ------ | -------- | -- | -- | -- | -- | - | -- | - | - | - | -- | - | -- | - | - | - | -- | -- | - | - |  |  |  | ----- | ---- |
| 2018 | Moto2  | Speed Up | 20 | 22 | 15 | 10 | 8 | 11 | 1 | 2 | 9 | 11 | 9 | AN | 7 | 9 | 5 | SQ | 10 | 5 | 6 |  |  |  | 138   | 10º  |

| 2019 | Classe | Moto   |    |   |   |     |   |    |   |   |     |   |   |     |   |   |   |   |     |   |   |  |  |  | Punti | Pos. |
| ---- | ------ | ------ | -- | - | - | --- | - | -- | - | - | --- | - | - | --- | - | - | - | - | --- | - | - |  |  |  | ----- | ---- |
| 2019 | MotoGP | Yamaha | 16 | 8 | 7 | Rit | 8 | 10 | 2 | 3 | Rit | 7 | 3 | Rit | 2 | 5 | 2 | 2 | Rit | 7 | 2 |  |  |  | 192   | 5º   |

| 2020 | Classe | Moto   |    |   |   |   |   |    |     |   |   |   |    |   |    |     |    |  |  |  |  |  |  |  | Punti | Pos. |
| ---- | ------ | ------ | -- | - | - | - | - | -- | --- | - | - | - | -- | - | -- | --- | -- |  |  |  |  |  |  |  | ----- | ---- |
| 2020 | MotoGP | Yamaha | NE | 1 | 1 | 7 | 8 | 13 | Rit | 4 | 1 | 9 | 18 | 8 | 14 | Rit | 14 |  |  |  |  |  |  |  | 127   | 8º   |

| 2021 | Classe | Moto   |   |   |   |    |   |   |   |   |   |   |   |   |   |   |   |   |     |   |  |  |  |  | Punti | Pos. |
| ---- | ------ | ------ | - | - | - | -- | - | - | - | - | - | - | - | - | - | - | - | - | --- | - |  |  |  |  | ----- | ---- |
| 2021 | MotoGP | Yamaha | 5 | 1 | 1 | 13 | 3 | 1 | 6 | 3 | 1 | 3 | 7 | 1 | 8 | 2 | 2 | 4 | Rit | 5 |  |  |  |  | 278   | 1º   |

| 2022 | Classe | Moto   |   |   |   |   |   |   |   |   |   |   |     |   |   |   |     |   |    |     |   |   |  |  | Punti | Pos. |
| ---- | ------ | ------ | - | - | - | - | - | - | - | - | - | - | --- | - | - | - | --- | - | -- | --- | - | - |  |  | ----- | ---- |
| 2022 | MotoGP | Yamaha | 9 | 2 | 8 | 7 | 1 | 2 | 4 | 2 | 1 | 1 | Rit | 8 | 2 | 5 | Rit | 8 | 17 | Rit | 3 | 4 |  |  | 248   | 2º   |

| 2023 | Classe | Moto   |   |    |   |    |   |    |    |      |    |   |   |    |    |    |    |    |   |   |    |    |  |  | Punti | Pos. |
| ---- | ------ | ------ | - | -- | - | -- | - | -- | -- | ---- | -- | - | - | -- | -- | -- | -- | -- | - | - | -- | -- |  |  | ----- | ---- |
| 2023 | MotoGP | Yamaha | 8 | 79 | 3 | 10 | 7 | 11 | 13 | Rit3 | 15 | 8 | 7 | 13 | 36 | 10 | 35 | 14 | 5 | 5 | 78 | 11 |  |  | 167   | 10º  |

| 2024 | Classe | Moto   |    |    |    |     |     |   |    |     |    |    |    |      |    |   |   |    |   |    |    |    |  |  | Punti | Pos. |
| ---- | ------ | ------ | -- | -- | -- | --- | --- | - | -- | --- | -- | -- | -- | ---- | -- | - | - | -- | - | -- | -- | -- |  |  | ----- | ---- |
| 2024 | MotoGP | Yamaha | 11 | 79 | 12 | 155 | Rit | 9 | 18 | 127 | 11 | 11 | 18 | Rit8 | 79 | 7 | 7 | 12 | 9 | 16 | 65 | 11 |  |  | 113   | 13º  |

| 2025 | Classe | Moto   |     |    |     |    |   |      |      |     |    |    |    |    |    |  |  |  |  |  |  |  |  |  | Punti | Pos. |
| ---- | ------ | ------ | --- | -- | --- | -- | - | ---- | ---- | --- | -- | -- | -- | -- | -- |  |  |  |  |  |  |  |  |  | ----- | ---- |
| 2025 | MotoGP | Yamaha | 157 | 14 | 106 | 75 | 2 | Rit4 | Rit7 | Rit | 14 | 10 | 43 | 65 | 15 |  |  |  |  |  |  |  |  |  | 103   |      |

| Legenda | 1º posto        | 2º posto            | 3º posto            | A punti      | Senza punti        | Grassetto – Pole position Corsivo – Giro più veloce |
| Legenda | Gara non valida | Non qual./Non part. | Ritirato/Non class. | Squalificato | '-' Dato non disp. | Grassetto – Pole position Corsivo – Giro più veloce |